# Matn District
Matn District är ett distrikt i Libanon.   Det ligger i guvernementet Libanonberget, i den centrala delen av landet, 8 kilometer öster om huvudstaden Beirut.
Runt Matn District är det mycket tätbefolkat, med 2 345 invånare per kvadratkilometer.